# Elecciones municipales de 1983 en Cantabria
Las elecciones municipales de 1983 en Cantabria se celebraron el domingo 8 de mayo, de acuerdo con el Real Decreto de convocatoria de elecciones locales en España dispuesto el 9 de marzo de 1983 y publicado en el Boletín Oficial del Estado el 10 de marzo. Se eligieron los concejales de los 102 ayuntamientos de Cantabria, así como los alcaldes en el caso de los municipios con concejo abierto.
Fueron las primeras elecciones municipales celebradas en la comunidad autónoma de Cantabria después de la entrada en vigor del Estatuto de Autonomía de Cantabria el 1 de febrero de 1982 y que supuso el cambio de denominación de la antigua provincia de Santander.
Los concejales de los ayuntamientos son elegidos a través de un sistema proporcional (con reparto d'Hondt), con listas cerradas y un umbral electoral del 5 %. Los alcaldes de municipios en régimen de concejo abierto son elegidos mediante un sistema mayoritario.
Estas elecciones fueron celebradas de forma paralela con las elecciones al Parlamento de Cantabria de 1983.

## Demografía electoral
| Censo electoral | 513 115 | Municipios de Cantabria, la circunscripción electoral. |
| Votantes        | 384 933 | Municipios de Cantabria, la circunscripción electoral. |
| Participación   | 278 803 | Municipios de Cantabria, la circunscripción electoral. |
| Votos válidos   | 278 792 | Municipios de Cantabria, la circunscripción electoral. |
| Votos en blanco | 10      | Municipios de Cantabria, la circunscripción electoral. |
| Votos nulos     | 11      | Municipios de Cantabria, la circunscripción electoral. |
| Municipios      | 102     | Municipios de Cantabria, la circunscripción electoral. |

## Jornada electoral
La jornada electoral comenzó a las 8:00 de la mañana con la constitución de las 498 mesas electorales en sus sedes por parte de los presidentes de mesa, vocales y suplentes, la presentación de los interventores de los partidos políticos y la constatación de la presencia de todos los elementos necesarios para la votación. Tras levantarse el acta de constitución de mesa, a las 8:30 horas, los colegios electorales abrieron sus puertas a las 9:00 de la mañana para que los ciudadanos inscritos en ellos comenzaran a votar.

### Participación
Se incluye la participación al final de la jornada, único dato proporcionado. La participación resultó mayor que en las elecciones anteriores ascendiendo algo más de seis puntos porcentuales.
|  | 72,43 % |

|  | 66,33 % |

## Resultados electorales
La coalición electoral dirigida por Alianza Popular (AP) y formada con el Partido Democrático Popular (PDP) y la Unión Liberal (UL) consolidó sus buenos resultados conseguidos previamente en las elecciones generales de España de 1982 y emergió como la primera fuerza política en la comunidad, con un 43,09% de votos y 445 concejales. El Partido Socialista de Cantabria (PSC-PSOE) quedó como segunda fuerza, con el 35,53% de los votos y 342 concejales, seguido por un conjunto de varias agrupaciones independientes de muy diverso signo político, las cuales perdieron más de la mitad de los votos recibidos por las agrupaciones presentadas en el anterior proceso electoral, obteniendo el 8,26% de los votos y 136 concejales.
La Unión de Centro Democrático (UCD) había colapsado en las elecciones generales de octubre, y se había deshecho a principios de 1983. El partido Centro Democrático y Social (CDS) fue su sucesor y se presentó a los comicios, consiguiendo el 2,16% de los votos y 18 concejales.

### Resultados globales
|  | 43,09 % |

|  | 35,53 % |

|  | 8,26 % |

|  | 4,92 % |

|  | 4,37 % |

|  | 2,16 % |

|  | 1,49 % |

|  | 100,0 % |

### Resultados en los principales municipios
A continuación aparecen las candidaturas en los municipios cántabros de mayor población, resaltando el alcalde electo, que suman un total de 335 090 habitantes y que suponen un 65,31 % del conjunto de habitantes de Cantabria (513 115 hab.).
| Municipio                      | Municipio                                                                           | Candidaturas (cabeza de lista)                                                          | Candidaturas (cabeza de lista)                                                       | % Voto | Votos       | Variación votos | Concejales  | Variación concejales |
| ------------------------------ | ----------------------------------------------------------------------------------- | --------------------------------------------------------------------------------------- | ------------------------------------------------------------------------------------ | ------ | ----------- | --------------- | ----------- | -------------------- |
|                                | Santander 27 concejales Población: 179 694 (1983) Censo electoral: 134 341          |                                                                                         | Alianza Popular-Partido Demócrata Popular-Unión Liberal (Juan Hormaechea Cazón)      | 57,35  | 52 994      | 52 994          | 17          | 17                   |
|                                | Santander 27 concejales Población: 179 694 (1983) Censo electoral: 134 341          | Partido Socialista de Cantabria (Santiago Pérez Obregón)                                | 49,48                                                                                | 30 390 | 12 834      | 10              | 3           |                      |
|                                | Santander 27 concejales Población: 179 694 (1983) Censo electoral: 134 341          | Partido Comunista de España (José López Coterillo)                                      | 3,79                                                                                 | 3504   | 3504        | 0               | 2           |                      |
|                                | Santander 27 concejales Población: 179 694 (1983) Censo electoral: 134 341          | Partido Regionalista de Cantabria (Eduardo Obregón Barreda)                             | 2,29                                                                                 | 2113   | 8303        | 0               | 4           |                      |
|                                | Santander 27 concejales Población: 179 694 (1983) Censo electoral: 134 341          | Centro Democrático y Social (María Blanca Martínez García)                              | 1,17                                                                                 | 1077   | 1077        | 0               | Sin cambios |                      |
|                                | Santander 27 concejales Población: 179 694 (1983) Censo electoral: 134 341          | Candidatura Abierta (José Ramón Saiz Viadero)                                           | 0,89                                                                                 | 822    | 222         | 0               | Sin cambios |                      |
|                                | Santander 27 concejales Población: 179 694 (1983) Censo electoral: 134 341          | Partido Democracia Cristiana de Cantabria (Alfonso Arias Muñoz)                         | 0,85                                                                                 | 785    | 785         | 0               | Sin cambios |                      |
|                                | Santander 27 concejales Población: 179 694 (1983) Censo electoral: 134 341          | Partido Demócrata Liberal Cántabro (Enrique de Isla Bermúdez)                           | 0,45                                                                                 | 412    | 412         | 0               | Sin cambios |                      |
|                                | Santander 27 concejales Población: 179 694 (1983) Censo electoral: 134 341          | Movimiento Ecologista de España (Mario Gutiérrez Barbero)                               | 0,33                                                                                 | 301    | 301         | 0               | Sin cambios |                      |
|                                |                                                                                     |                                                                                         |                                                                                      |        |             |                 |             |                      |
|                                | Torrelavega 25 concejales Población: 56 490 (1983) Censo electoral: 40 293          |                                                                                         | Partido Socialista de Cantabria (Ángel Duque Herrera)                                | 46,30  | 13 646      | 6103            | 15          | 8                    |
|                                | Torrelavega 25 concejales Población: 56 490 (1983) Censo electoral: 40 293          | Alianza Popular-Partido Demócrata Popular-Unión Liberal (Pedro Felipe Cabeza Pacheco)   | 24,23                                                                                | 7142   | 7142        | 7               | 7           |                      |
|                                | Torrelavega 25 concejales Población: 56 490 (1983) Censo electoral: 40 293          | Partido Comunista de España (Emilio de Mier Pérez)                                      | 9,52                                                                                 | 2807   | 272         | 3               | 1           |                      |
|                                | Torrelavega 25 concejales Población: 56 490 (1983) Censo electoral: 40 293          | Izquierda para el Futuro (Juan María Moura Alonso)                                      | 4,98                                                                                 | 1469   | 1469        | 0               | Sin cambios |                      |
|                                | Torrelavega 25 concejales Población: 56 490 (1983) Censo electoral: 40 293          | Centro Democrático y Social (José Luis Merino Gutiérrez)                                | 3,50                                                                                 | 1033   | 1033        | 0               | Sin cambios |                      |
|                                | Torrelavega 25 concejales Población: 56 490 (1983) Censo electoral: 40 293          | Alternativa de Gestión Municipal (Pedro Argüeso Ruiz)                                   | 2,76                                                                                 | 813    | 813         | 0               | Sin cambios |                      |
|                                | Torrelavega 25 concejales Población: 56 490 (1983) Censo electoral: 40 293          | Partido Regionalista de Cantabria (Alfredo José González Terán)                         | 2,25                                                                                 | 662    | 1291        | 0               | 2           |                      |
|                                | Torrelavega 25 concejales Población: 56 490 (1983) Censo electoral: 40 293          | Agrupación Social Independiente (José M. de la Rasilla Bermejo)                         | 2,18                                                                                 | 643    | 643         | 0               | Sin cambios |                      |
|                                | Torrelavega 25 concejales Población: 56 490 (1983) Censo electoral: 40 293          | Partido Demócrata Liberal Cántabro (Ricardo Montero Santibáñez)                         | 2,13                                                                                 | 627    | 627         | 0               | Sin cambios |                      |
|                                | Torrelavega 25 concejales Población: 56 490 (1983) Censo electoral: 40 293          | Convergencia Cántabra de Independientes (José María Puente Ibáñez)                      | 1,64                                                                                 | 482    | 482         | 0               | Sin cambios |                      |
|                                | Torrelavega 25 concejales Población: 56 490 (1983) Censo electoral: 40 293          | Movimiento Ecologista de España (Ángel Arsenio Allende Martínez)                        | 0,51                                                                                 | 150    | 150         | 0               | Sin cambios |                      |
|                                |                                                                                     |                                                                                         |                                                                                      |        |             |                 |             |                      |
|                                | Camargo 17 concejales Población: 18 878 (1983) Censo electoral: 13 595              |                                                                                         | Partido Socialista de Cantabria (Ángel Duque Herrera)                                | 49,48  | 4818        | 2034            | 9           | 3                    |
|                                | Camargo 17 concejales Población: 18 878 (1983) Censo electoral: 13 595              | Alianza Popular-Partido Demócrata Popular-Unión Liberal (Sabino Rubio Luceño)           | 24,93                                                                                | 2427   | 2427        | 4               | 4           |                      |
|                                | Camargo 17 concejales Población: 18 878 (1983) Censo electoral: 13 595              | Partido Demócrata Liberal Cántabro (Leandro Valle González-Torre)                       | 21,25                                                                                | 2069   | 2069        | 4               | 4           |                      |
|                                | Camargo 17 concejales Población: 18 878 (1983) Censo electoral: 13 595              | Partido Comunista de España (Óscar Rodríguez de la Fuente)                              | 4,34                                                                                 | 423    | 30          | 0               | 1           |                      |
|                                |                                                                                     |                                                                                         |                                                                                      |        |             |                 |             |                      |
|                                | Reinosa 17 concejales Población: 13 296 (1983) Censo electoral: 9803                |                                                                                         | Partido Socialista de Cantabria (Daniel Mediavilla de la Hera)                       | 42,74  | 3172        | 1349            | 8           | 3                    |
|                                | Reinosa 17 concejales Población: 13 296 (1983) Censo electoral: 9803                | Alianza Popular-Partido Demócrata Popular-Unión Liberal (José D. Alonso González)       | 41,36                                                                                | 3069   | 3069        | 8               | 8           |                      |
|                                | Reinosa 17 concejales Población: 13 296 (1983) Censo electoral: 9803                | Partido Comunista de España (Manuel Roba Crespo)                                        | 7,22                                                                                 | 536    | 548         | 1               | 2           |                      |
|                                | Reinosa 17 concejales Población: 13 296 (1983) Censo electoral: 9803                | Convergencia Cántabra de Independientes (Dionisio Gómez Peña)                           | 4,37                                                                                 | 324    | 324         | 0               | Sin cambios |                      |
|                                | Reinosa 17 concejales Población: 13 296 (1983) Censo electoral: 9803                | Centro Democrático y Social (Tomás C. Reyero López)                                     | 4,31                                                                                 | 320    | 320         | 0               | Sin cambios |                      |
|                                |                                                                                     |                                                                                         |                                                                                      |        |             |                 |             |                      |
|                                | Castro-Urdiales 17 concejales Población: 13 050 (1983) Censo electoral: 9934        |                                                                                         | Alianza Popular-Partido Demócrata Popular-Unión Liberal (Rafael Llorente Arnedo)     | 36,58  | 2712        | 2712            | 7           | 7                    |
|                                | Castro-Urdiales 17 concejales Población: 13 050 (1983) Censo electoral: 9934        | Partido Socialista Obrero Español (Francisco Gómez de la Garma)                         | 32,80                                                                                | 2432   | 1803        | 6               | 5           |                      |
|                                | Castro-Urdiales 17 concejales Población: 13 050 (1983) Censo electoral: 9934        | Izquierda Castreña Unida (Eduardo Ruiz Jato)                                            | 18,41                                                                                | 1365   | 306         | 3               | 1           |                      |
|                                | Castro-Urdiales 17 concejales Población: 13 050 (1983) Censo electoral: 9934        | Centro Democrático y Social (León Carrasco Cantero)                                     | 7,97                                                                                 | 591    | 591         | 1               | 1           |                      |
|                                | Castro-Urdiales 17 concejales Población: 13 050 (1983) Censo electoral: 9934        | Partido Comunista de España (Segundo García Pereda)                                     | 4,24                                                                                 | 314    | 35          | 0               | Sin cambios |                      |
|                                |                                                                                     |                                                                                         |                                                                                      |        |             |                 |             |                      |
|                                | Laredo 17 concejales Población: 12 429 (1983) Censo electoral: 8948                 |                                                                                         | Alianza Popular-Partido Demócrata Popular-Unión Liberal (Antonio Fernández Enríquez) | 42,56  | 2891        | 2891            | 8           | 8                    |
|                                | Laredo 17 concejales Población: 12 429 (1983) Censo electoral: 8948                 | Partido Socialista de Cantabria (Juan Ramón López Revuelta)                             | 33,92                                                                                | 2304   | 1117        | 6               | 3           |                      |
|                                | Laredo 17 concejales Población: 12 429 (1983) Censo electoral: 8948                 | Partido Comunista de España (Félix Revuelta González)                                   | 13,78                                                                                | 936    | 67          | 2               | 1           |                      |
|                                | Laredo 17 concejales Población: 12 429 (1983) Censo electoral: 8948                 | Partido Regionalista de Cantabria (Santos Fernández Revolvo)                            | 9,73                                                                                 | 661    | 143         | 1               | Sin cambios |                      |
|                                |                                                                                     |                                                                                         |                                                                                      |        |             |                 |             |                      |
|                                | El Astillero 17 concejales Población: 11 521 (1983) Censo electoral: 8333           |                                                                                         | Partido Socialista de Cantabria (Sebastián Alonso Machado)                           | 53,51  | 3185        | 1747            | 10          | 5                    |
|                                | El Astillero 17 concejales Población: 11 521 (1983) Censo electoral: 8333           | Alianza Popular-Partido Demócrata Popular-Unión Liberal (Manuel Andrés Rodríguez)       | 32,33                                                                                | 1924   | 1924        | 6               | 6           |                      |
|                                | El Astillero 17 concejales Población: 11 521 (1983) Censo electoral: 8333           | Partido Comunista de España (Felipe Gutiérrez Solar)                                    | 10,00                                                                                | 595    | 127         | 1               | Sin cambios |                      |
|                                | El Astillero 17 concejales Población: 11 521 (1983) Censo electoral: 8333           | Partido Regionalista de Cantabria (Fernando Huidobro Cagigas)                           | 4,17                                                                                 | 248    | 248         | 0               | Sin cambios |                      |
|                                |                                                                                     |                                                                                         |                                                                                      |        |             |                 |             |                      |
|                                | Santoña 17 concejales Población: 10 357 (1983) Censo electoral: 7647                |                                                                                         | Partido Socialista de Cantabria (Maximino Valle Garmendia)                           | 45,03  | 2391        | 1286            | 9           | 5                    |
|                                | Santoña 17 concejales Población: 10 357 (1983) Censo electoral: 7647                | Alianza Popular-Partido Demócrata Popular-Unión Liberal (José Luis Hoya Palacio)        | 31,41                                                                                | 1668   | 1668        | 6               | 6           |                      |
|                                | Santoña 17 concejales Población: 10 357 (1983) Censo electoral: 7647                | Partido Regionalista de Cantabria (Miguel Ángel Peña Herrería)                          | 8,47                                                                                 | 450    | 24          | 1               | Sin cambios |                      |
|                                | Santoña 17 concejales Población: 10 357 (1983) Censo electoral: 7647                | Partido Demócrata Liberal Cántabro (José Luis Martín Fuentecilla)                       | 6,06                                                                                 | 322    | 322         | 1               | 1           |                      |
|                                | Santoña 17 concejales Población: 10 357 (1983) Censo electoral: 7647                | Centro Democrático y Social (Benito Fernández Loza)                                     | 3,45                                                                                 | 183    | 183         | 0               | Sin cambios |                      |
|                                | Santoña 17 concejales Población: 10 357 (1983) Censo electoral: 7647                | Partido Comunista de España (María Madera Negrete)                                      | 3,07                                                                                 | 163    | 156         | 0               | 1           |                      |
|                                | Santoña 17 concejales Población: 10 357 (1983) Censo electoral: 7647                | Grupo Independentista Villa de Santoña (Luis Herreros Sañudo)                           | 2,50                                                                                 | 133    | 133         | 0               | Sin cambios |                      |
|                                |                                                                                     |                                                                                         |                                                                                      |        |             |                 |             |                      |
|                                | Los Corrales de Buelna 17 concejales Población: 10 130 (1983) Censo electoral: 7538 |                                                                                         | Partido Socialista de Cantabria (Juan Francisco Clemente Untoria)                    | 49,45  | 2927        | 651             | 9           | 2                    |
|                                | Los Corrales de Buelna 17 concejales Población: 10 130 (1983) Censo electoral: 7538 | Alianza Popular-Partido Demócrata Popular-Unión Liberal (Pedro A. Ceballos Pérez)       | 27,54                                                                                | 1630   | 1630        | 5               | 5           |                      |
|                                | Los Corrales de Buelna 17 concejales Población: 10 130 (1983) Censo electoral: 7538 | Unión Falangista Montañesa (Claudio Mendiguchía García-Rivero)                          | 12,37                                                                                | 732    | 732         | 2               | 2           |                      |
|                                | Los Corrales de Buelna 17 concejales Población: 10 130 (1983) Censo electoral: 7538 | Partido Comunista de España (Ignacio Mantecón Fernández)                                | 5,90                                                                                 | 349    | 17          | 1               | Sin cambios |                      |
|                                | Los Corrales de Buelna 17 concejales Población: 10 130 (1983) Censo electoral: 7538 | Alternativa de Izquierdas (Alfredo Saiz Pacheco)                                        | 4,75                                                                                 | 281    | Sin cambios | 0               | Sin cambios |                      |
|                                |                                                                                     |                                                                                         |                                                                                      |        |             |                 |             |                      |
|                                | Piélagos 13 concejales Población: 9245 (1983) Censo electoral: 6868                 |                                                                                         | Partido Socialista de Cantabria (Felipe Ortiz Martínez)                              | 36,38  | 1839        | 317             | 6           | 1                    |
|                                | Piélagos 13 concejales Población: 9245 (1983) Censo electoral: 6868                 | Alianza Popular-Partido Demócrata Popular-Unión Liberal (Antonio Prado Casuso)          | 35,94                                                                                | 1817   | 1817        | 5               | 5           |                      |
|                                | Piélagos 13 concejales Población: 9245 (1983) Censo electoral: 6868                 | Convergencia Cántabra de Independientes (José Ángel Pacheco Bárcena)                    | 9,87                                                                                 | 499    | 499         | 1               | 1           |                      |
|                                | Piélagos 13 concejales Población: 9245 (1983) Censo electoral: 6868                 | Partido Regionalista de Cantabria (Miguel Pérez Ortiz)                                  | 8,78                                                                                 | 444    | 223         | 1               | 1           |                      |
|                                | Piélagos 13 concejales Población: 9245 (1983) Censo electoral: 6868                 | Partido Comunista de España (Jesús Villar Calderón)                                     | 4,63                                                                                 | 234    | 31          | 0               | Sin cambios |                      |
|                                | Piélagos 13 concejales Población: 9245 (1983) Censo electoral: 6868                 | Agrupación Electoral Candidatura Independiente de Piélagos (Juan Bautista Pérez Pelayo) | 4,39                                                                                 | 222    | 222         | 0               | Sin cambios |                      |
| Fuente: Ministerio de Interior |                                                                                     |                                                                                         |                                                                                      |        |             |                 |             |                      |